# Тимошинское сельское поселение (Костромская область)
Тимо́шинское се́льское поселе́ние — упразднённое муниципальное образование в Макарьевском районе Костромской области России.
Административный центр — село Тимошино.

## История
Тимошинское сельское поселение образовано 30 декабря 2004 года в соответствии с Законом Костромской области № 237-ЗКО, установлены статус и границы муниципального образования.
Законом Костромской области от 21 мая 2021 года № 91-7-ЗКО к 31 мая 2021 года упраздняется в результате объединения с Унженским сельским поселением.

## Население
| 2008 | 2010 | 2012 | 2013 | 2014 | 2015 | 2016 |
| ---- | ---- | ---- | ---- | ---- | ---- | ---- |
| 471  | ↘405 | ↘382 | ↘359 | ↘333 | ↘310 | ↘291 |
| 2017 | 2018 | 2019 | 2020 |      |      |      |
| ↘267 | ↘254 | ↘252 | ↘239 |      |      |      |

## Состав сельского поселения
| № | Населённый пункт | Тип населённого пункта       | Население |
| - | ---------------- | ---------------------------- | --------- |
| 1 | Карьково         | деревня                      | ↘44       |
| 2 | Кукуй-1          | деревня                      | ↘2        |
| 3 | Кукуй-2          | деревня                      | →0        |
| 4 | Нестерово        | деревня                      | ↘28       |
| 5 | Тимошино         | село, административный центр | ↗242      |
| 6 | Халабурдиха      | деревня                      | ↘82       |